# Gonatocerus breviterebratus
Gonatocerus breviterebratus är en stekelart som beskrevs av Subba Rao 1989. Gonatocerus breviterebratus ingår i släktet Gonatocerus och familjen dvärgsteklar. Inga underarter finns listade i Catalogue of Life.